# Пожежа в Державній публічній бібліотеці АН УРСР (1964)
Пожежа в Державній публічній бібліотеці АН УРСР — сталася внаслідок навмисного підпалу, вчиненого 24 травня 1964 її співробітником Віктором Володимировичем Погружальським.

## Пожежа 1964 року
Уперше про підпал стисло повідомила 26 травня 1964 р. газета «Вечірній Київ».
Уночі встигли вивезти книжки з відділу мистецтва, стародруків, рукописів, бібліографії. Під час пожежі значно постраждав фонд україніки. Багато чого пощастило відновити через велику екземплярність. Незадовго перед тим треті й подальші примірники зняли з полиць і передали до обмінно-резервного фонду. Потім їх повернули на місце за старими шифрами замість тих, що загинули.

## Суд над палієм
Підпал учинив співробітник бібліотеки Віктор Володимирович Погружальський. Згідно з деякими джерелами, Володимир Погужельський або Віталій Погаржельський, таємний співробітник КДБ. — Своє прізвище він начебто власноручно поміняв, мотивуючи бажанням відмежуватися від батька, який свого часу був засуджений як «заклятий ворог народу».
Суд над палієм був відкритий, але зрежисований КДБ. Погружальський мотивував свій вчинок «помстою директору» бібліотеки. На суді не порушувалося питання, чому Погружальський, який працював у російському відділі бібліотеки, з метою помсти директору підпалив відділ україніки.
Усі учасники процесу дали підписку КДБ про нерозповсюдження інформації з процесу. Погружальский був засуджений до 10 (за іншими даними — до 15) років позбавлення волі, але, судячи з усього, не відсидів свій термін до кінця. Після звільнення оселився в Молдові і, за деякими відомостями, навіть працював в одній із бібліотек. Станом на 2006 рік проживав у столиці ПМР Тирасполі, залишившись громадянином України.

## Слід КДБ
Дисидент Євген Сверстюк у 1964 р. написав гострий політичний памфлет «З приводу процесу над Погружальським», який вважається одним із найголовніших текстів українського самвидаву і мав надзвичайно велику популярність у підпіллі 1960—1970-х рр. У тексті винуватцем підпалу називається тодішня антиукраїнська влада.
Український дипломат і письменник Олександр Овсюк у своїх спогадах повідомляє, що мав розмову із заступником міністра закордонних справ УРСР Анатолієм Кисілем, який казав: «Який там у біса Підгурський. Нам подзвонили в ЦК, що бібліотека горить, і ми негайно кинулися туди. Вскочили в приміщення і там на всіх стелажах з українськими виданнями, особливо дореволюційними та емігрантськими висіли таблички з написами „К сожжению“. КДБ все це зробив. Правда, частину видань нам таки вдалося врятувати».
За словами Оксани Забужко, за один день згоріли «стародруки, й літописи — ціле наше середньовіччя пішло з димом, майже вся домосковська доба».

## Часткове відновлення фондів
Більшу частину бібліотеки вдалося відновити за рахунок видань з обмінно-резервного фонду, розосередженого по підвалах житлових будинків Києва.[джерело?] Це відновлення стало основним завданням призначеного невдовзі після пожежі нового керівника бібліотеки Івана Черненка.